# Kryzys bankowy
Kryzys bankowy – jest jednym z rodzajów kryzysu finansowego. Jest to sytuacja kiedy przeważająca część sektora bankowego traci bezpieczeństwo, utożsamiane
z jego wypłacalnością
Kryzys bankowy utożsamiany jest z rzeczywistą lub potencjalną paniką bankową.